# Красниця (Вілейський район)
Красниця (біл. вёска Красьніца) — село в складі Вілейського району Мінської області, Білорусь. Село підпорядковане Нарочанській сільській раді, розташоване в північній частині області.